# Руте Пиколо (Удине)
Руте Пиколо је насеље у Италији у округу Удине, региону Фурланија-Јулијска крајина.
Према процени из 2011. у насељу је живело 65 становника. Насеље се налази на надморској висини од 798 м.